# Gignod
Gignod ist eine italienische Gemeinde in der autonomen Region Aostatal. Die Gemeinde zählt 1687 Einwohner (Stand 31. Dezember 2023), liegt auf der orographisch linken Seite der Dora Baltea auf einer mittleren Höhe von 988 m s.l.m. und verfügt über eine Größe von 28 km².
Die Gemeinde gehört der Unité des Communes valdôtaines Grand-Combin an und ist ihr Hauptort. Sie besteht aus den Ortsteilen (ital. Frazioni, frz. Hameaux) Arliod, Arsanières, Buthier-Gorrey, Buthier-Verney, Caravex, Chambavaz, Champex, Champlong, Champlorençal, Champorcher, Chatellair, Chef-lieu, Chez Courtil, Chez Henry, Chez Percher, Chez Roncoz, Chez Roux, Chez Sentin, Clémencey, Colière, Cré, Crou, Faverge, Fiou, Gorrey, La Bédégaz, La Cau, La Chériéty, La Clusaz, La Condéminaz, La Forge, La Minchettaz, La Ressaz, Le Château, Les Côtes, Lexert, Maisonnettes, Meylan, Montjoux, Moré, Moulin, Petit-Quart, Perre-Besse, Plan-Château, Plan-Meylan, Planet-Côte, Planet-Plan, Rovin, Roysod, Savin, Seycinod, Tercinod, Valcartey, Variney, Véclos und Véfan. Die Nachbargemeinden heißen Allein, Aosta, Doues, Étroubles, Roisan, Saint-Oyen, Saint-Pierre, Saint-Rhémy-en-Bosses und Sarre.
Gignod liegt im unteren Teil des Valpelline-Tal, einem Seitental des Aostatal. Der Ort liegt an der Hauptstraße, die hinauf zum Grossen St. Bernhard führt.

## Gemeindepartnerschaften
Gignod hat mit Pontlevoy in der französischen Region Centre-Val de Loire eine Partnerschaft geschlossen.